# Невербална интелигентност
Невербалната интелигентност описва уменията за мислене и разрешаване на проблеми, които не изискват фундаментално разбиране и възпроизвеждане на вербален език. С други думи, невербалната интелигентност е способността на даден индивид да тълкува заобикалящата го среда и да въздейства върху нея без употребата на думи.

## Приложение
Проявата на невербална интелигентност може да бъде наблюдавана в следните примерни ситуации
- Реализирането, разбирането и създаването на двуизмерни и триизмерни пъзели и дизайни, като например рисуване на картина, изработване на скулптура, изграждане на конструкция, бродиране и др.
- Предсказването и подготовката за развоя на определени обстоятелства и събития (например знаем, че днес ще има буря и затваряме всички прозорци, преди да тръгнем за работа.)
- Използването и разчитането на планове, диаграми и схеми за изграждането и свързването на двуизмерни и триизмерни системи
- Създаването и/или разчитането и проследяването на карта
- Разрешаване на загадки не включващи в себе си думи[2]

Упражнявани умения при изпълнението на невербални задачи
- Способността да се разпознават взаимовръзки между различни обекти и ситуации
- Умението да се разпознават и запомнят аудио-визуални последователности
- Развитието на способността за аналогично мислене
- Тълкуването на аудио-визуална информация

## Измерване на невербална интелигентност
Невербалната интелигентност често е тясно свързана със сферата на интелектуалните способности.
Измерването на този вид интелигентност се извършва чрез използването на специализирани тестове. Те се прилагат, както за проследяването на невербалните възприятия и способности на хора със затруднения в изразяването, така и при подбор на кадри за високо-рискови професии като военни, пилоти и др.
Тези тестове за интелигентност измерват способността за невербално разсъждение. Те се използват в ситуации, когато измерваният кандидат има проблеми с езиковата обработка. При тези тестове задачите са предназначени да премахнат вербалната интелигентност от оценката на способностите на индивида да разсъждават и да изолират и оценят уменията за визуално обучение. Тези тестове се използват най-често при наличието на слухови и/или говорни увреждания и когато изследваният индивид няма способността да комуникира вербално.
Защо са важни и необходими тестовете за невербална интелигентност
Невербалните тестове се опитват да премахнат езиковите бариери при оценката на интелектуалната способност на индивида. Това е особено полезно при оценяването на хора които имат ограничена езикова способност. Хората с невербален аутизъм са пример за група, при която стандартните тестове за интелигентност не успяват да измерят адекватно способностите им. Мнозина, които се класират като инвалиди по стандартни тестове, могат да бъдат адекватно оценени с тест за невербална интелигентност.